# Zimske olimpijske igre 1952
Zimske olimpijske igre 1952 (uradno VI. zimske olimpijske igre) so bile zimske olimpijske igre, ki so potekale leta 1952 v Oslu, Norveška. Drugi gostiteljski kandidatki sta bili: Cortina d'Ampezzo, Italija in Lake Placid, ZDA.